# Ophthalmis castalis
Ophthalmis castalis är en fjärilsart som beskrevs av Jordan 1926. Ophthalmis castalis ingår i släktet Ophthalmis och familjen nattflyn. Inga underarter finns listade i Catalogue of Life.